# Chó săn hươu Na Uy
Chó săn hươu Na Uy hay Chó săn nai Na Uy (tiếng Na Uy: Norsk elghund grå) là một trong những giống chó đuôi cuộn Bắc và là Chó Quốc gia Na Uy. Chó Norwegian Elkhound đã được nuôi để săn bắn, canh gác, chăn gia súc, bảo vệ. Nó được biết đến với sự can đảm của mình trong việc theo dõi và săn lùng nai (hoặc nai sừng tấm) và các con mồi khác. Chó Norwegian Elkhound lần đầu tiên được trình bày tại một triển lãm chó ở Na Uy vào năm 1877. Nó là một trong giống chó lâu đời nhất, giống này được tìm thấy trong các địa điểm chôn cất của người Viking.
AKC đặt tên cho giống là "Norwegian Elkhound"là một bản dịch trực tiếp từ tên tiếng Na Uy là Norsk Elghund, có nghĩa là "Chó con Na Uy."
Loài này nằm dưới nhánh DNA ty thể gọi là d1 chỉ được tìm thấy ở miền Bắc Scandinavia. Đó là kết quả của việc lai giống chó sói xảy ra sau khi thuần hóa. Phân nhánh d1 có nguồn gốc từ 480-3,000 năm trước và được tìm thấy trong tất cả các giống liên quan đến người Sami: Finnish Lapphund, Swedish Lapphund, Lapponian Herder, Jämthund, Norwegian Elkhound và Hällefors Elkhound. Chuỗi chó sói mẹ đã đóng góp cho những giống chó này không được xuất hiện trên khắp Châu Âu nhánh của nó trên cây phát sinh chủng loại được bắt nguồn từ cùng trình tự với con chó Altai 33.000 năm tuổi (không phải là tổ tiên trực tiếp).

## Mô tả

### Ngoại hình

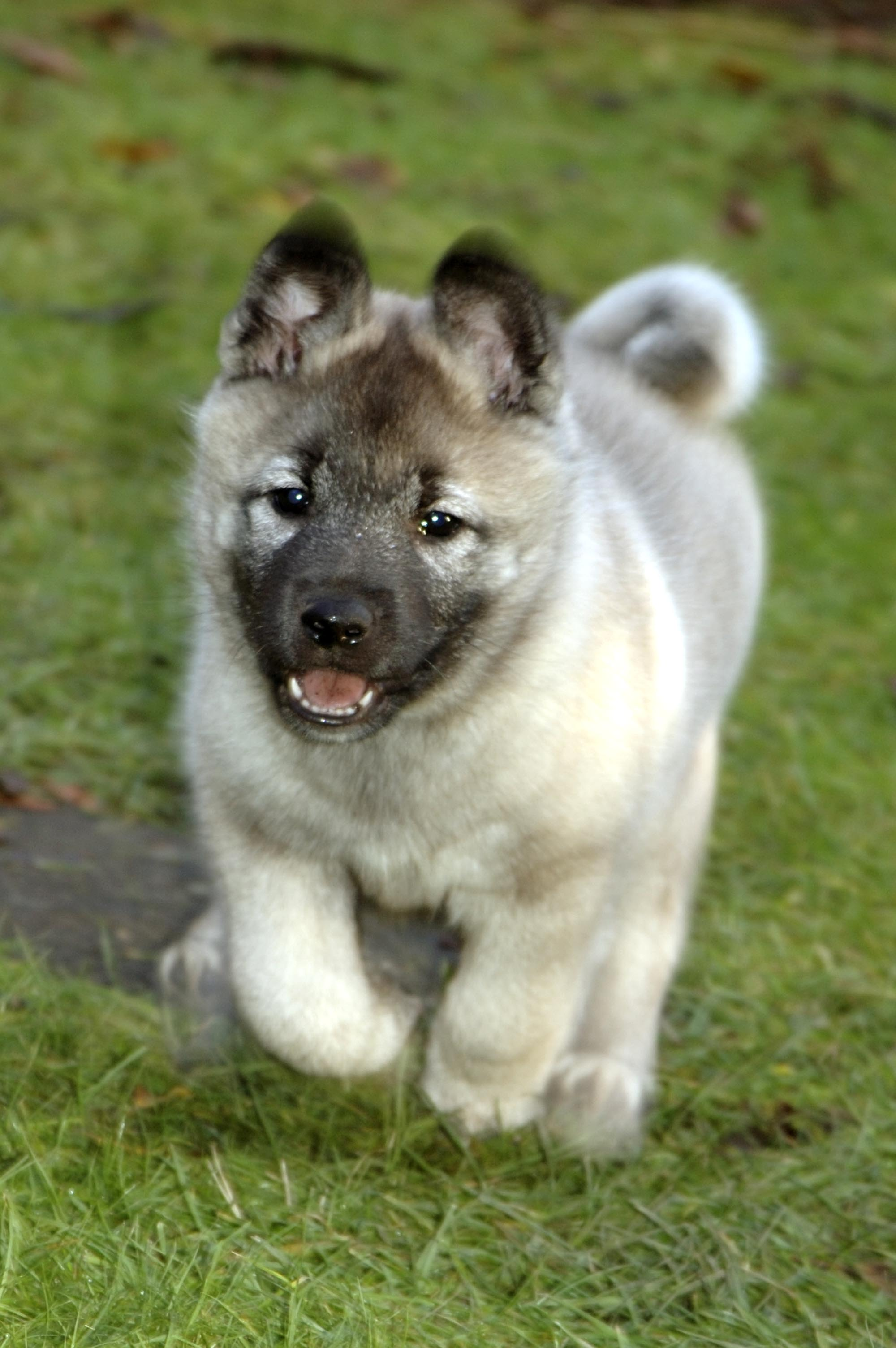
Chó con Norwegian Elkhound

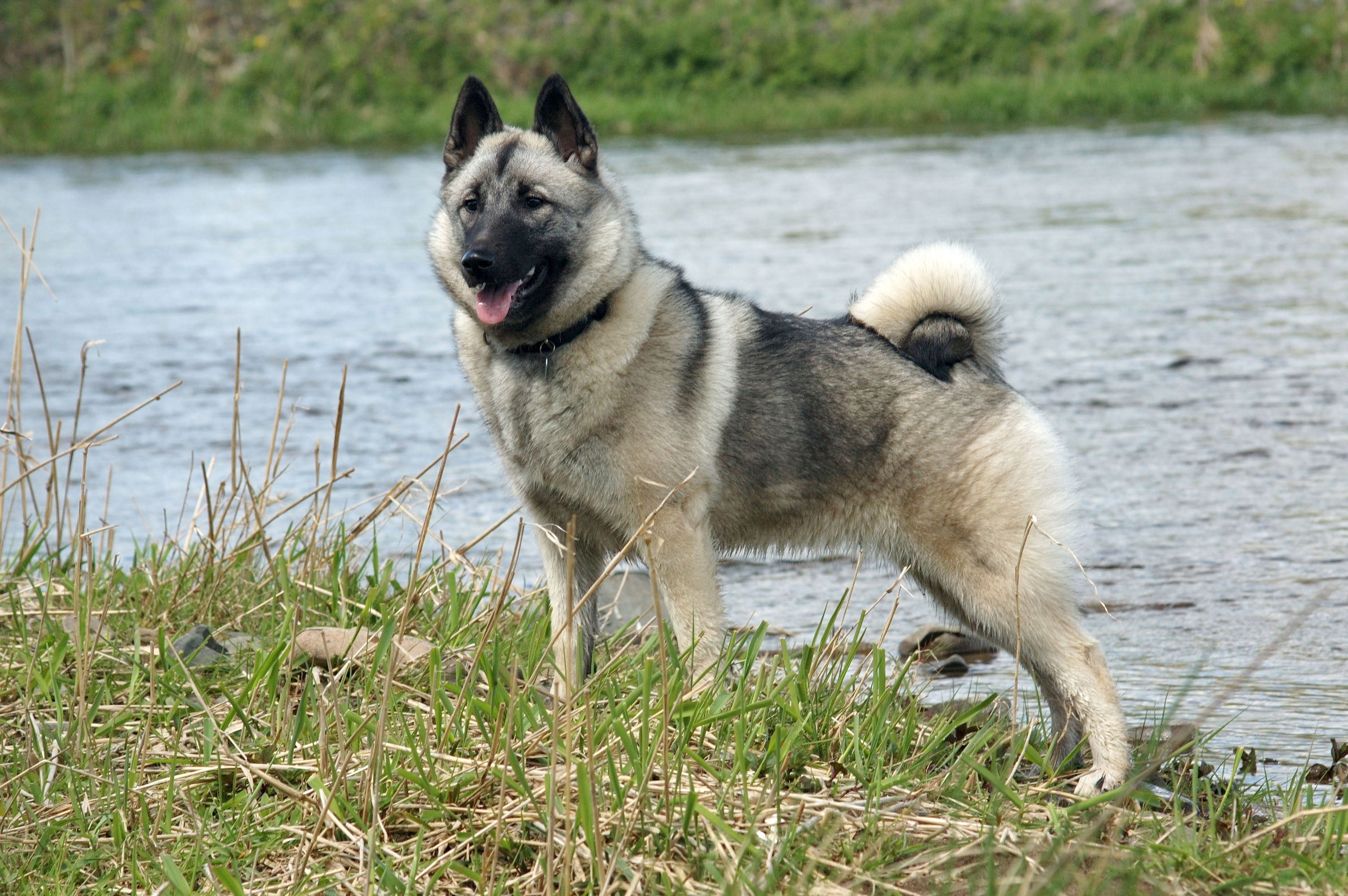
Chó Norwegian Elkhound

Theo tiêu chuẩn của The Kennel Club giống chó cao từ 50–52 cm và nặng 20 –23 kg. Bộ lông màu xám, trắng và đen của nó được tạo thành từ hai lớp: một lớp lông tơ dày đặc bên dưới có màu đen ở mõm, tai và đầu đuôi của nó; bạc xám ở chân, đuôi và bên dưới; và một lớp lông bảo vệ bảo vệ màu đen. Chó Norwegian Elkhound có một cái đuôi cuộn tròn. Chó Norwegian Elkhound là một con chó cỡ trung bình và cực kỳ khỏe mạnh.

### Tập tính

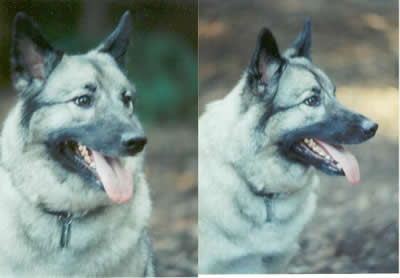
Chó Norwegian Elkhound trưởng thành biểu hiện thân thiện đặc trưng.

Chó Norwegian Elkhound là một giống chó săn nên chúng có một bản tính mạnh mẽ, độc lập và dũng cảm, chúng rất trung thành và tận tụy với chủ nhân của mình. Loài chó này rất cảnh giác với người lạ và hung dữ với những con chó lạ.
Tuy bản tính có phần mạnh mẽ của dòng chó săn nhưng loài chó này đã được phối giống trở nên khá thân thiện và đáng tin cậy, chúng đối tốt với trẻ em và những người thân trong gia đình của mình. Cần có sự mạnh mẽ, cứng rắn và kiên nhẫn để huấn luyện loài chó này trở nên hòa nhập với xã hội hơn khi chúng còn bé. Nó xếp hạng thứ 36 trong cuốn sách The Intelligence of Dogs của Stanley Coren.

## Chăm sóc
Giống chó Norwegian Elkhound phù hợp với khí hậu mát mẻ và ôn đới, chúng có thể sống ngoài trời hoặc trong gia đình, loài chó này luôn tràn đầy năng lượng vì vậy cần cho chúng nhiều không gian để vận động và nên được đi dạo ngoài trời thường xuyên.
Bộ lông ngắn của chúng ít rụng và rất dễ chăm sóc, chỉ cần chải lông thường xuyên để gỡ bỏ lông chết và tắm gội khi cần thiết.

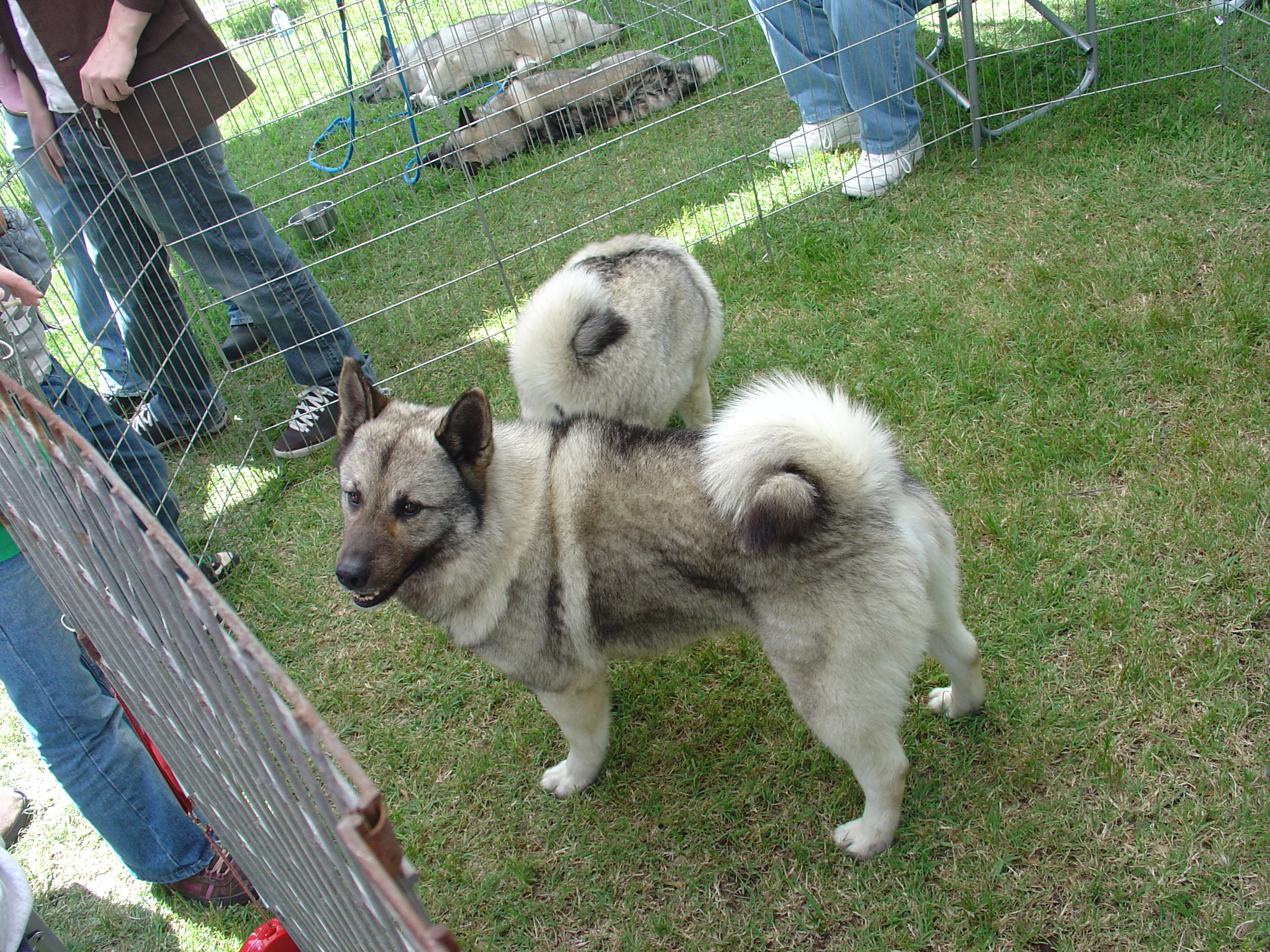
Một con chó Norwegian Elkhound được trưng bày tại Liên hoan Scandinavia do Đại học California Lutheran tổ chức tạiThousand Oaks, CA

## Sức khỏe
Loài chó Norwegian Elkhound có tuổi thọ trung bình từ 10 - 12 năm. Đây là một giống chó khỏe mạnh và ít bệnh tật, tuy nhiên chúng sẽ gặp một số vấn đề về xương khớp như bị trật khớp xương bánh chè, loạn sản xương hông, gặp vấn đề về mắt và dị ứng da.

## Lịch sử
Giống chó Norwegian Elkhound có nguồn gốc ở vùng Bắc Âu và là một trong những giống chó cổ xưa nhất, chúng đã tồn tại hàng ngàn năm tuổi từ thời kỳ đồ đá. Giống chó khỏe mạnh này được người Viking cổ xưa sử dụng để bảo vệ và đi săn trên vùng núi rừng hiểm trở.
Loài chó này tồn tại từ lâu nhưng cho đến những năm cuối thế kỷ 19, giống chó này mới thực sự được biết đến và trở nên phổ biến hơn ở Anh và Hoa Kỳ. Loài chó có sức mạnh bền bỉ và sự nhanh nhẹn, hữu ích đã được sử dụng nhiều hơn trong các công việc như canh gác nhà cửa, chăn gia súc, kéo xe trượt tuyết và tìm kiếm cứu nạn. Đây là một dòng chó có khả năng săn bắt rất giỏi.
Giống chó này được Hiệp hội chó Mỹ công nhận vào năm 1930.

## Chó Norwegian Elkhound nổi tiếng
- Con chó Weejie của Tổng thống Herbert Hoover

## Trong văn hóa

### Văn chương
- Chó "Canute" và những con khác trong tiểu thuyết của Virginia Woolf', Orlando: A Biography
- Chó "Loth" và những hiểu biết khác được nêu trong tiểu thuyết lịch sử của Sharon Kay Penman, "When Christ and His Saints Slept"

### Truyền hình
- Trong phim truyền hình Hồ sơ tuyệt mật, Eugene Victor Tooms trong khi rình rập một nạn nhân bằng cách hỏi anh ta về chó Norwegian Elkhound của mình, Heinrich, trong tập phim "Tooms."